# Arctonasua
Az Arctonasua az emlősök (Mammalia) osztályának ragadozók (Carnivora) rendjébe, ezen belül a mosómedvefélék (Procyonidae) családjába tartozó fosszilis nem.

## Tudnivalók
Az Arctonasua-fajok Észak-Amerika területén fordultak elő, a középső miocén kortól egészen a kora pliocén korig, azaz 16-4,9 millió évvel ezelőtt.

## Rendszerezés
A nembe az alábbi 5 faj tartozik:
- †Arctonasua eurybates Baskin 1982 - nebraskai Sioux megye, körülbelül ~10,5 millió évvel ezelőtt
- †Arctonasua floridana Baskin 1982 - típusfaj; floridai Alachua megye, körülbelül ~11,5 millió évvel ezelőtt
- †Arctonasua fricki Baskin 1982 - oklahomai Texas megye, körülbelül ~8,4 millió évvel ezelőtt
- †Arctonasua gracilis Baskin 1982 - nebraskai Brown megye és texasi San Jacinto megye, körülbelül ~8,4 millió évvel ezelőtt
- †Arctonasua minima Baskin 1982 - nebraskai Dawes megye, körülbelül ~17,1 millió évvel ezelőtt

## Fordítás
- Ez a szócikk részben vagy egészben  az   Arctonasua című angol Wikipédia-szócikk ezen változatának fordításán alapul.  Az eredeti cikk szerkesztőit annak laptörténete sorolja fel. Ez a jelzés csupán a megfogalmazás eredetét és a szerzői jogokat jelzi, nem szolgál a cikkben szereplő információk forrásmegjelöléseként.
- Ez a szócikk részben vagy egészben  a   List of procyonids című angol Wikipédia-szócikk ezen változatának fordításán alapul.  Az eredeti cikk szerkesztőit annak laptörténete sorolja fel. Ez a jelzés csupán a megfogalmazás eredetét és a szerzői jogokat jelzi, nem szolgál a cikkben szereplő információk forrásmegjelöléseként.